# 相单程
相单程（？—？），是中国东汉时期南部（今天湖南）蛮人（今土家族）的一个部落首领。

## 生平
相单程原为武陵蛮精夫（酋长）。47年（建武二十三年），相单程自称为“向王天子”命反汉，被推为渠帅。汉光武帝派刘尚率南郡、长沙郡、武陵郡等地官兵万余人镇压，结果刘尚在武溪战败，损失上万人。
48年相单程入攻临沅（今天常德）不克。49年，光武帝命马援率中郎将刘匡、马武、孙永、耿舒等将官领四万人马攻相单程，相单程率军在壶头山（今湖南沅陵东）居高临下，阻击马援军。由于船无法在沅江上通行，加上军中瘟疫流行，马援虽胜但无法擒拿相单程，相持达八个月之久。
后马援病死军中。监军宋均被迫改变计策设法招降相单程，订约退兵，武陵各族归附于汉。相单程本身由于无法解决其军队的后勤问题也乐得受招而降。相单程被封为置吏司。